# Microdesmus hildebrandi
Microdesmus hildebrandi is een straalvinnige vissensoort uit de familie van de wormvissen (Microdesmidae). De wetenschappelijke naam van de soort is voor het eerst geldig gepubliceerd in 1936 door Reid.